# Lehdārbon
Lehdārbon är en ort i Iran.   Den ligger i provinsen Gilan, i den norra delen av landet, 190 km nordväst om huvudstaden Teheran. Antalet invånare är 458.
Terrängen runt Lehdārbon är platt.  Närmaste större samhälle är Rūdsar, 3,5 km söder om Lehdārbon. 